# Турнер, Генрих Иванович
Генрих Иванович Турнер (1858—1941) — врач, хирург-ортопед. Действительный статский советник. Заслуженный деятель науки РСФСР (1927).Один из основоположников отечественной ортопедии, организатор и руководитель первой в России кафедры и клиники ортопедии.
Был избран почётным председателем Ленинградского общества хирургов-ортопедов, почётным членом Ленинградского хирургического общества Пирогова, Московского хирургического общества, Саратовского хирургического общества, почётным членом Британской ортопедической ассоциации, членом-корреспондентом Американской академии хирургов, членом Международного общества детей калек.

## Биография
Родился 17 сентября (29 сентября по новому стилю) 1858 года в Петербурге в семье переехавшего в Россию английского подданного инженера Джона Турнера, где было ещё два брата — Карл и Георг.
По окончании Первой Санкт-Петербургской гимназии в 1876 году — был зачислен слушателем Медико-хирургической академии, которую с отличием закончил в 1881 году и начал заниматься хирургией (по приглашению К. К. Рейера).
Работая в качестве ассистента хирургической лечебницы Александровской общины сестер Красного Креста, а также в хирургическом отделении Николаевского военного госпиталя, Генрих Иванович прошёл хорошую школу практического обучения.
Занимался научной деятельностью и в 1892 году защитил докторскую диссертацию. В 1895 году ученый совет Медико-хирургической академии присвоил ему звание приват-доцента, а через год он был утверждён в должности профессора. В 1900 году в Медико-хирургической академии по инициативе Турнера была основана первая в России кафедра и клиника ортопедии.
Генрих Турнер одним из первых в России поднял вопросы увечного ребёнка, указал на необходимость планомерной борьбы государства с детским калечеством и призывал прийти на помощь калеченному ребёнку прежде всего ортопедическим лечением, проводимым в сочетании с воспитанием, образованием и обучением какой-либо профессии. Так приют для детей-калек был преобразован в «Лечебно-воспитательный дом для физически дефективных детей» (в марте 1932 года на его базе основан институт). По инициативе Г. И. Турнера в 1926 году было создано Ленинградское общество детских ортопедов.
Старейший ортопед страны до последних дней жизни состоял членом редакционных коллегий многих журналов и изданий, являлся консультантом крупнейших лечебных учреждений страны.
Умер 20 июля 1941 года, похоронен в Ленинграде на Большеохтинском кладбище.

## Награды и звания
- Награждён орденами и медалями Российской империи и СССР, среди которых ордена Святой Анны, Святого Станислава и орден Красной Звезды.
- За свою работу «О лечении рубцовых контрактур пищевода» — был награждён золотой медалью им. Склифосовского (1890).
- Заслуженный деятель науки России (1927).

## Память
- Имя носит ФГБУ «Национальный медицинский исследовательский центр детской травматологии и ортопедии имени Г. И. Турнера» Минздрава России[2].
- В Санкт-Петербургском НИИ фтизиопульмонологии Минздрава России (б. Ленинградский институт хирургического туберкулеза) установлена мемориальная доска.
- Кафедра и клиника военной травматологии и ортопедии имени Г. И. Турнера Военно-медицинской академии имени С. М. Кирова
- Во дворе основанной им кафедры военной травматологии и ортопедии Военно-медицинской академии им. С. М. Кирова 6 апреля 2000 года установлен бюст с текстом: «Г. И. Турнеру / Основоположнику / отечественной / ортопедии» (скульптор А. П. Тимченко).